# Marie-Olive Lembe Kabange

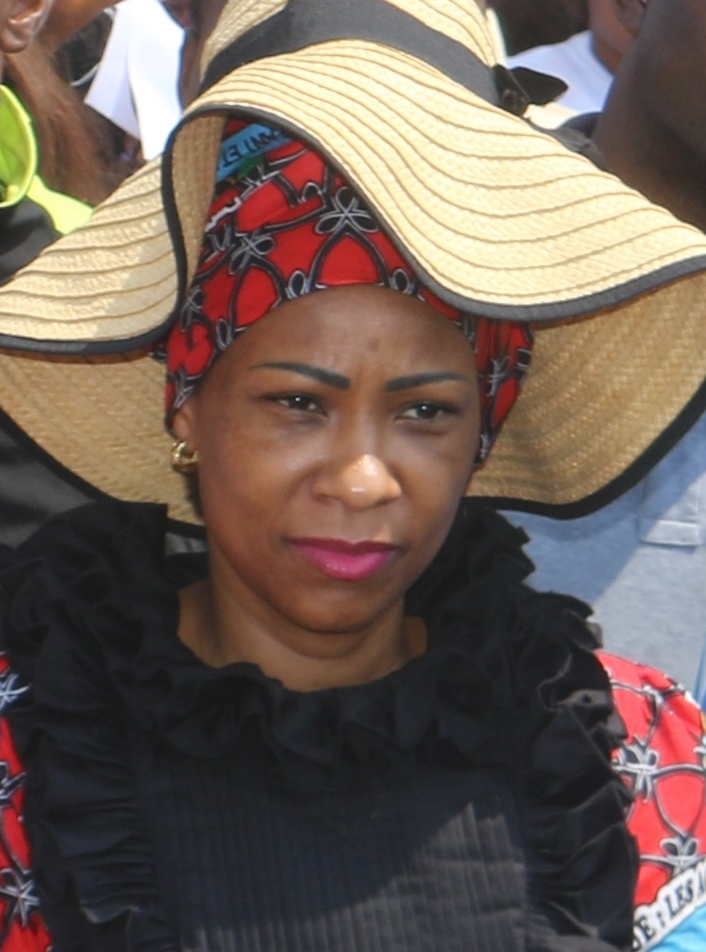
Marie-Olive Lembe Kabange (2018)

Marie-Olive Lembe Kabange, geborene Marie Olive Lembe di Sita, (* 29. Juli 1976 in Kailo, Maniema, Zaire) war bis 2018 die Première dame der Demokratischen Republik Kongo.
Marie-Olive Lembe Kabange wurde als Tochter von Barnabé di Sita und Léonie Kasembe Okomba geboren. Nach dem Tod ihres Vaters wuchs sie bei ihrer Mutter, die abermals heiratete, im rund 30 Kilometer von Goma im Nord-Kivu gelegenen Ort Kirotshe  auf. Von 1982 bis 1987 besuchte sie die École Mushindi. Anschließend setzte sie ihre Ausbildung bis 1992 in Goma am dortigen Institut Maendeleo fort.
Sie war die langjährige Verlobte des Präsidenten Joseph Kabila. Das Paar wurde am 17. Juni 2006 durch den Erzbischof von Kinshasa getraut. Das Paar hat zwei Kinder, die 2001 geborene Tochter Sifa Kabila, welche sie nach Kabilas Mutter Sifa Mahanya benannte, die vor ihr Première Dame gewesen war und den Sohn Laurent Désiré Kabila. Während Joseph Kabila Protestant ist, gehört Olive Lembe der katholischen Kirche an. Ein Jahr nach ihrer Heirat gründete sie zur Unterstützung der Arbeit ihres Mannes die Asbl / Initiative Plus-OLK.
Für Aufsehen sorgte ein Auftritt der Präsidentengattin im Oktober 2010, bei dem sie zum Wohle des Landes öffentlich zum Besuch der Kirchen und zum dreitägigen Beten und Fasten aufrief und selbst öffentlich betete, worauf im ganzen Land ihrem Vorbild gefolgt wurde.